# البصير (أسماء الله الحسنى)
البصير هو من أسماء الله الحسنى ،ومعناه :الذي أحاط بصره بجميع المبصرات في أقطار الأرض والسموات، فيرى دبيب النملة السوداء على الصخرة الصماء في الليلة الظلماء. وجميع أعضائها الباطنة والظاهرة، وسريان القوت في أعضائها الدقيقة، ويرى سريان المياه في أغصان الأشجار وعروقها، وجميع النباتات على اختلاف أنواعها وصغرها ودقتها، ويرى نياط عروق النملة والنحلة والبعوضة وأصغر من ذلك.

## في القرآن الكريم
ورد الاسم في القرآن اثنتين وأربعين مرة، منها قوله تعالى :﴿سُبْحَانَ الَّذِي أَسْرَى بِعَبْدِهِ لَيْلًا مِنَ الْمَسْجِدِ الْحَرَامِ إِلَى الْمَسْجِدِ الْأَقْصَى الَّذِي بَارَكْنَا حَوْلَهُ لِنُرِيَهُ مِنْ آيَاتِنَا إِنَّهُ هُوَ السَّمِيعُ الْبَصِيرُ ۝١﴾ [الإسراء:1] .
سورة الإسراء:1

## في السنة النبوية
- عن أبي موسى الأشْعري قال: «كنَّا مع النَّبي ﷺ في سفَر، فكنَّا إذا علوْنا كبَّرنا، فقال النَّبيّ ﷺ : أيُّها الناس، ارْبَعُوا على أنفُسِكم؛ فإنَّكم لا تدْعون أصمَّ ولا غائبًا، ولكن تدعون سميعًا بصيرًا[3]»
- جاء في حديث جبريل عندما سأل النبي : «ما الإحسان؟، قال "أن تعبد الله كأنك تراه، فإن لم تكن تراه فإنه يراك [4]»

## أقوال العلماء في معناه
- قال السعدي: «البصير: الذي يبصر كل شيء وإن دق وصغر، فيبصر دبيب النملة السوداء في الليلة الظلماء على الصخرة الصماء. ويبصر ما تحت الأرضين السبع، كما يبصر ما فوق السموات السبع. وأيضًا سميع بصير بمن يستحق الجزاء بحسب حكمته، والمعنى الأخير يرجع إلى الحكمة[5]»
- يقول ابن القيم في النونية:[6]